# Kacza (Ukraina)
Kacza (ukr. Кача; krymskotat. Qaçı) – rzeka na Ukrainie, w Republice Autonomicznej Krymu. Znajduje się w południowej części Półwyspu Krymskiego. Początek rzeki znajduje się w Górach Krymskich, na wysokości miasta Ałuszta i uchodzi na zachodnim wybrzeżu Półwyspu Krymskiego do Morza Czarnego. Jej długość wynosi 69 km i jest trzecią co do długości rzeką na Półwyspie Krymskim po Sałhyrze i Almie.